# Равлик-монах паперовий
Равлик-монах паперовий — (Monacha cartusiana (Müller, 1774)) — вид наземних молюсків класу Черевоногих (Gastropoda) підкласу легеневих (Pulmonata) родини кущанкових (Hygromiidae).

## Опис черепашки
У дорослих особин висота черепашки коливається переважно в діапазоні від 6 до 10 мм (зрідка від 4 мм), ширина (діаметр) черепашки — від 9 до 17 мм (зрідка від 6 мм). Має 5-6 обертів. Черепашка досить сплощена, з низьким конічним завитком, висота якого менша висоти устя. Стінки дуже тонкі, ламкі, сильно просвічують. Останній оберт роздутий, майже вдвічі ширший порівняно з передостаннім. Пупок вузький, не більш ніж наполовину закритий відгорнутим колумелярним краєм устя, іноді майже зовсім відкритий. Поверхня черепашки тонко радіально покреслена, на останніх обертах добре помітні хаотично розташовані невеликі вм'ятини. Забарвлення черепашки від молочно-білого до жовтуватого або сіруватого. Краї устя та губа червонувато-бурі (в окремих екземплярів — світлі).

## Розповсюдження
Вид легко синантропізується, тому його ареал постійно розширюється. Зараз він досить широко розповсюджений у Європі — від Піренейського півострова, Франції та Англії на заході до Нідерландів на півночі, Балканського півострова на південному сході та західного Кавказу на сході (Hausdorf, 2000a). У межах природного ареалу M. cartusiana зустрічається на півдні України. Крім того, останнім часом спостерігається стрімке розселення цього виду по іншим регіонам, зокрема, на Подільській височині.

## Екологія
Степовий вид, населяє переважно відкриті та відносно сухі біотопи, де може утворювати великі колонії. Часто зустрічається в урбанізованих та інших антропогенно змінених біотопах.

## Зауваження щодо стосунків із близькими видами
Б.Хаусдорф (Hausdorf, 2000а, 2000b) вважає, що на південно-східній межі відомого зараз ареалу M. cartusiana (Болгарія, Албанія, Північна Македонія, Греція, Туреччина) його заміщує конхологічно подібний вид Monacha claustralis (Menke, 1828). За цим автором, M. cartusiana відрізняється від M. claustralis наявністю чіткого латерального вип'ячування на вагіні та дещо більшою відносною довжиною епіфалуса. Проте наведені межі внутрішньовидових коливань двох анатомічних індексів, які характеризують відносну довжину епіфалуса (відношення довжини епіфалуса до довжини пеніса та до довжини вагіни) (Hausdorf, 2000а, 2000b), по-перше, є досить великими, по-друге, частково перекриваються. Тому головною підставою для диференціації M. cartusiana і M. claustralis мала би бути наявність латерального вип'ячування на вагіні в M. cartusiana та його відсутність у M. claustralis. Оскільки обидва згадані види мають схильність до синантропізації, а Б.Хаусдорф (Hausdorf, 2000b) відмічає присутність M. claustralis на території України (Севастополь в Криму), бажано провести в майбутньому анатомічне обстеження популяцій M. cartusiana з різних регіонів України.
Поки що подібне обстеження було виконане лише в одній з антропохорних колоній у м. Львові (Гураль-Сверлова, 2012). Розтин 4-х статевозрілих (з повністю сформованою черепашкою) особин показав, що латеральне потовщення вагіни є вираженим значно слабше, ніж це показано на рисунку Б.Хаусдорфа (Hausdorf, 2000а). Воно має вигляд невеликого, часом — важкопомітного горбика, розташованого в дистальній частині вагіни, під самими слизовими залозами. Форма вагіни досить мінлива — від відносно короткої та товстої до досить довгої та стрункої, подібної на вагіну M. claustralis (Hausdorf, 2000b). Загалом форма вагіни в досліджених нами особин займала ніби проміжне положення між зображеними Б.Хаусдорфом геніталіями M. cartusiana і M. claustralis.